# Bó

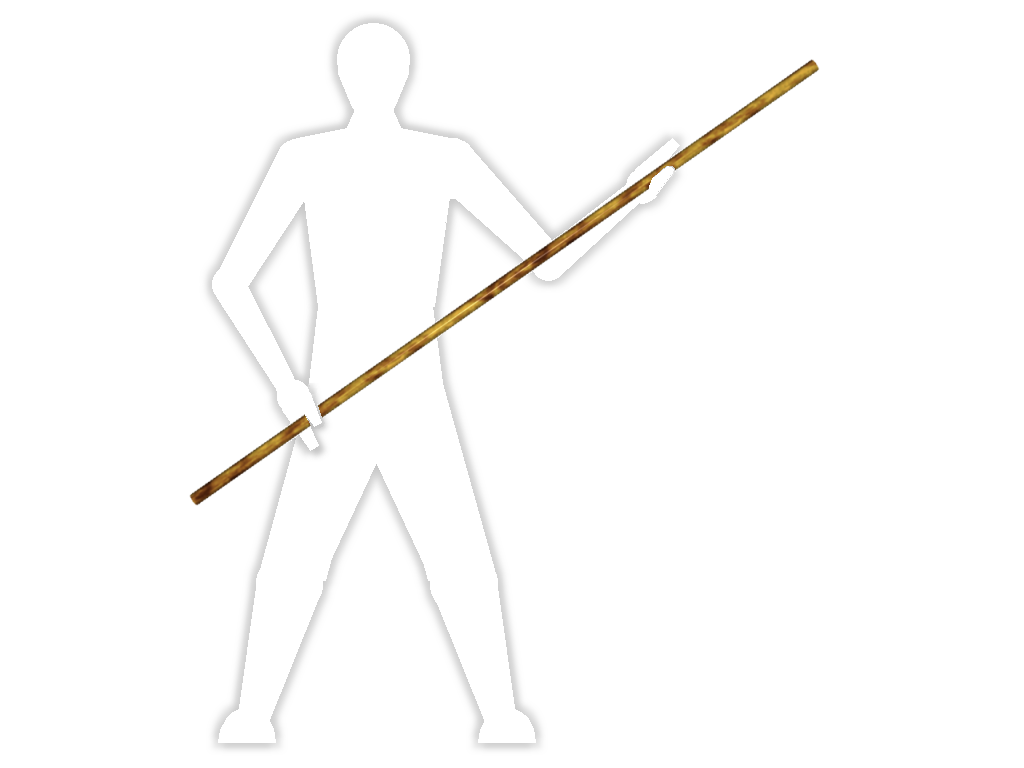
Tradiční rokushakubō je 6 shaku dlouhá (180 centimetrů).

Bó (棒: ぼ う), bong (korejsky), pang (kantonsky), bang (mandarínsky),   nebo kun (okinawsky), je zbraň původem z ostrova Okinawa. Bó je tyč dlouhá 180 - 270 centimetrů, vyrobená nejčastěji ze dřeva. Používá se v japonských bojových uměních, konkrétní disciplína boje s touto tyčí se nazývá bōjutsu. Kratšími variantami bó jsou džó (128 centimetrů) a hanbó („poloviční bó" - 90 centimetrů).

## Vlastnosti
Bó je obvykle vyrobena z jednoho kusu syrového dřeva (neupraveného lakem, fermeží či mořidlem). Kvůli svému určení je bó nejčastěji vyráběna z velmi tvrdého dubového, nebo pružného ratanového dřeva, aby se v boji nezlomila. Častým materiálem pro výrobu bó je i bambus či dřevo z borovice.
Původní bó mívaly profil kulatý (maru-bo), čtvercový (kaku-bo), nebo osmiúhelníkový (hakkaku-bo).
Standardní tyč bó o délce 180 centimetrů je označována jako rokushakubō (六尺 棒: ろ く し ゃ く ぼ う). Název pochází ze spojení japonských slov roku (六: ろ く), což znamená „šest“; shaku (尺: し ゃ く), japonské jednotky míry; a bō. Rokushakubō tedy označuje tyč o délce 6 shaku (asi 180 centimetrů). Bó však mohly být dlouhé až 270 centimetrů (kyu-shaku-bō).
Bó je standardně 3 centimetry tlustá. Může se také postupně zužovat od středu (chukon-bu) ke koncům (kontei), kde má v průměru 2 centimetry. Tlustší střed v tomto případě slouží k lepšímu úchopu a tedy snadnější manipulaci.
Některé bó byly pro větší pevnost a údernou sílu vyztužovány různými kovy či opatřeny kovovými kroužky. Bó tak může mít podobu jednoduché dřevěné tyče, ale i vyřezávaného uměleckého díla s ornamenty ze vzácných kovů.